# Raketno gorivo
Raketno gorivo je vrsta goriva koji se koristi u raketnim motorima za stvaranje potiska. Specifično je po tome da oksidans za izgaranje goriva ne uzima iz okoline već ga letjelica (raketa ili avion) nosi sa sobom. Nizom hemijskih i termodinamičkih procesa, pri izgaranju se njegova hemijska energija uz pomoć oksidansa pretvara u kinetičku energiju vrućih gasova. Prema aksiomu akcije i reakcije (treći Njutnov zakon), akciji toga mlaza odgovara reakcija suprotnoga smera u obliku reaktivne sile (potiska) koja pokreće letilicu unapred (mlazni pogon). Veći potisak tj. veća brzina rakete je proporcionalna većoj brzini isticanja gasova odnosno njihovoj većoj masi (prema principu definisanom raketnom jednačinom Ciolkovskog). Također, potisak raketnoga motora zavisi od odmera goriva i oksidansa, gustine goriva i drugim faktorima. Delotvornost raketnoga goriva izražava se specifičnim impulsom.
Osnovni elementi nužni za rad raketnog pogona su spremnici s gorivom i oksidansom (s pripadajućim sklopovima zavisno od vrste goriva), odnosno raketni motor čije je gorivo ponekad njegov sastavni deo i sastoji se još od komore izgaranja odnosno izlazne mlaznice. Raketno gorivo čini 90 do 95% ukupne mase rakete i izgara u komori izgaranja, gde temperature mogu dosegnuti i više od 3000ºC. Izgaranjem se razvijaju gasovi koji deluju na zidove komore pritiskom i do više stotina bara. Vrući gasovi prvo prolaze kroz grlo mlaznice (sapnica) koje ih ubrzava, a zatim kroz divergentnu (ekspanzijsku) mlaznicu u kojoj se zbog njezinog specijalnog oblika (konični, ovalni ili dr) dodatno ubrzavaju do brzine koja može biti i desetak puta veća od brzine zvuka.
Zbog vrlo visokih temperatura izlaznog mlaza, mlaznice se izrađuju od posebnih materijala (vatrootporni čelik, keramika, ugljenični kompoziti), te su dodatno hlađene (npr. strujanjem goriva oko zidova). Za termoizolaciju se često koriste i ablativni slojevi koji se izgaranjem polako troše. Raketno gorivo izgara velikom brzinom, te čak i najveće rakete potroše gorivo za nekoliko minuta, dosegnuvši pritom veliku brzinu i visinu. Najčešća podela raketnih goriva je prema agregatnom stanju (čvrsta, tečna i hibridna), dok ostali tipovi uključuju hemijsko, nuklearno, električno i jonsko. Višestupne rakete mogu koristiti različite vrste goriva zavisno od specifičnog stupnja.

## Spoljašnje veze
- Robert A. Braeunig: Rocket Propulsion
- NASA: Practical Rocketry Архивирано 2006-10-04 на сајту
- ESA: Solid and Liquid Fuel Rockets